# Lijst van schilderijen in het Rijksmuseum Amsterdam/An-Az
Lijst van schilderijen in het Rijksmuseum Amsterdam met werken van schilders van wie de achternaam begint met de letters An t/m Az. Vermeldingen in het grijs geven aan dat het werk geen deel meer uitmaakt van de collectie van het Rijksmuseum, bijvoorbeeld omdat het in bruikleen gegeven is aan een andere instelling of omdat het teruggegeven is aan de bruikleengever.
| Inventarisnummer | Toeschrijving                         | Titel | Datering      | Afbeelding |
| ---------------- | ------------------------------------- | --- | ------------- | ---------- |
| SK-A-5054        | Erik Andriesse                        | Dooie dierentuin                                                                                         | 1990-1991     |            |
| SK-A-4854-A      | Jurriaen Andriessen                   | Arcadisch landschap met verschillende figuren, rechts twee kinderen bij een fontein                      | 1771          |            |
| SK-A-4854-B      | Jurriaen Andriessen                   | Arcadisch landschap met links een tempel en op de voorgrond een zittende oude man                        | 1771          |            |
| SK-A-4854-C      | Jurriaen Andriessen                   | Arcadisch landschap met linksvoor kinderen met een vogel en een hond                                     | 1771          |            |
| SK-A-4854-D      | Jurriaen Andriessen                   | Arcadisch landschap met een slapende jongen onder een boom                                               | 1771          |            |
| SK-A-4854-E      | Jurriaen Andriessen                   | Drie kinderen spelend met een bok                                                                        | 1771          |            |
| SK-A-4854-F      | Jurriaen Andriessen                   | Arcadisch landschap met figuren bij een rivieroever                                                      | 1771          |            |
| SK-A-4854-G      | Jurriaen Andriessen                   | Drie kinderen met twee honden                                                                            | 1771          |            |
| SK-A-4854-H      | Jurriaen Andriessen                   | Arcadisch landschap met een reiziger                                                                     | 1771          |            |
| SK-A-4854-I      | Jurriaen Andriessen                   | Arcadisch landschap met reizigers                                                                        | 1771          |            |
| SK-A-4854-J      | Jurriaen Andriessen                   | Arcadisch landschap met musicerende en dansende herders                                                  | 1771          |            |
| SK-A-4855-A      | Jurriaen Andriessen                   | Grisaille met jachttrofee                                                                                | 1771          |            |
| SK-A-4855-B      | Jurriaen Andriessen                   | Grisaille met trofee                                                                                     | 1771          |            |
| SK-A-3921        | Jurriaen Andriessen                   | Zes putti met bloemen en vruchten en attributen van de tekenkunst                                        | 1782          |            |
| SK-A-5024        | Jurriaen Andriessen                   | Behangselschildering met de Vrede                                                                        | 1786          |            |
| SK-A-5025        | Jurriaen Andriessen                   | Behangselschildering met bacchante                                                                       | 1786          |            |
| BK-C-2007-1-B    | Jurriaen Andriessen                   | Dessus-de-porte met een voorstelling van twee liggende vrouwen met guirlandes                            | Ca. 1786      |            |
| SK-A-2059        | Jurriaen Andriessen                   | Zelfportret                                                                                              | 1800-1819     |            |
| BK-2011-38       | Toegeschreven aan Jurriaen Andriessen | Behangselschildering met een Hollands landschap met rivier                                               | 1776          |            |
| BK-2011-39       | Toegeschreven aan Jurriaen Andriessen | Behangselschildering van een Hollands landschap met een zandweg                                          | 1776          |            |
| BK-2011-40       | Toegeschreven aan Jurriaen Andriessen | Drie behangselschilderingen van een Hollands landschap                                                   | 1776          |            |
| BK-2011-41       | Toegeschreven aan Jurriaen Andriessen | Drie behangselschilderingen van een Hollands landschap                                                   | 1776          |            |
| BK-2011-42       | Toegeschreven aan Jurriaen Andriessen | Drie behangselschilderingen van een Hollands landschap                                                   | 1776          |            |
| BK-2011-43       | Toegeschreven aan Jurriaen Andriessen | Behangselschildering met siervaas                                                                        | 1776          |            |
| SK-A-1960        | Pieter van Anraedt                    | Het afscheid van ritmeester Hendrik de Sandra (1619-1707), uitgeleide gedaan door zijn vrouw en kinderen | 1661          |            |
| SK-A-2           | Pieter van Anraedt                    | Portretten van een man en een vrouw                                                                      | 1671          |            |
| SK-A-1350        | Pieter van Anraedt                    | Portretten van een man en een vrouw                                                                      | 1671          |            |
| SK-C-440         | Pieter van Anraedt                    | Zes regenten en de binnenvader van het Oude Zijds Huiszittenhuis te Amsterdam, 1675                      | 1675          |            |
| SK-A-2416        | Toegeschreven aan Pieter van Anraedt  | De Amsterdamse koopman Jeremias van Collen (1619-1707), zijn vrouw en hun twaalf kinderen                | 1655-1657     |            |
| SK-A-2970        | Hendrick van Anthonissen              | Schepen op de Oosterschelde bij de Zuidhavenpoort van Zierikzee                                          | 1640-1656     |            |
| SK-A-2126        | Hendrick van Anthonissen              | De verrassing van drie Portugese galjoenen in de Baai van Goa, 30 september 1639                         | 1653          |            |
| SK-A-1367        | Aert Anthonisz                        | Slag bij Cadix                                                                                           | 1608          |            |
| SK-A-1446        | Aert Anthonisz                        | Schepen voor IJselmonde                                                                                  | 1617          |            |
| SK-C-1173        | Cornelis Anthonisz.                   | Maaltijd van zeventien schutters van de Voetboog St. Joris Doelen te Amsterdam                           | 1533          |            |
| SK-C-409         | Toegeschreven aan Cornelis Anthonisz. | Schutters behorende tot Rot A van de Kloveniersdoelen te Amsterdam                                       | 1531          |            |
| SK-A-4677        | Louis Apol                            | Varkens bij een stal                                                                                     | 1870-1910     |            |
| SK-A-1164        | Louis Apol                            | Een januari-avond in het Haagse bos                                                                      | 1875          |            |
| SK-A-4916        | Louis Apol                            | Wintergezicht met ondergaande zon tussen geboomte                                                        | 1880-1930     |            |
| SK-A-2691        | Louis Apol                            | Gezicht op een besneeuwd bos in de namiddag                                                              | 1880-1936     |            |
| SK-C-1425        | Atelier van Apollonio di Giovanni     | Het optrekken van Darius voor de Slag bij Issus                                                          | Ca. 1450-1455 |            |
| SK-A-3999        | Atelier van Apollonio di Giovanni     | Het optrekken van Darius voor de Slag bij Issus                                                          | Ca. 1450-1455 |            |
| SK-A-1681        | Cornelis Apostool                     | Het dal van de Anio met de watervallen van Tivoli                                                        | 1800-1825     |            |
| SK-A-4245        | Jacob Appel (I)                       | Poppenhuis van Petronella Oortman                                                                        | 1710          |            |
| SK-A-5002        | Karel Appel                           | De vierkante man                                                                                         | 1951          |            |
| SK-C-1763        | Karel Appel                           | Ontmoeting                                                                                               | 1951          |            |
| SK-C-1765        | Karel Appel                           | La vie colorée                                                                                           | 1951          |            |
| SK-A-3844        | Lodewijk Hendrik Arends               | Watermolen in een bosachtig landschap                                                                    | 1854          |            |
| SK-A-4033        | Arent Arentsz                         | Rivierlandschap met zigeuners                                                                            | 1625-1631     |            |
| SK-A-1447        | Arent Arentsz                         | Vissers en jagers                                                                                        | 1625-1631     |            |
| SK-A-1448        | Arent Arentsz                         | Vissers en boeren                                                                                        | 1625-1631     |            |
| SK-A-2625        | Arent Arentsz                         | Vissers aan de Amstel te Amsterdam in de nabijheid van het buiten De Pauwentuin                          | Ca. 1625-1630 |            |
| SK-A-1969        | Arent Arentsz                         | Een vogeljager                                                                                           | 1626-1631     |            |
| SK-A-5047        | Armando                               | Peinture criminelle 4-56                                                                                 | 1956          |            |
| SK-A-5048        | Armando                               | Vier maal zwart                                                                                          | 1956          |            |
| SK-A-4718        | Paul Arntzenius                       | Aanlegsteiger op Vlieland                                                                                | 1900-1939     |            |
| SK-A-4719        | Paul Arntzenius                       | Schotse huis                                                                                             | 1917          |            |
| SK-A-2292        | Adolph Artz                           | In het weeshuis te Katwijk-Binnen                                                                        | 1870-1890     |            |
| SK-A-3067        | Adolph Artz                           | Jongen en meisje in het duin                                                                             | 1870-1890     |            |
| SK-A-3069        | Adolph Artz                           | Zeegezicht                                                                                               | 1870-1890     |            |
| SK-A-2378        | Adolph Artz                           | In slaap gesust                                                                                          | 1871          |            |
| SK-A-1187        | Adolph Artz                           | Bij grootmoeder                                                                                          | 1883          |            |
| SK-A-1970        | Pieter van Asch                       | Rivierlandschap                                                                                          | 1630-1650     |            |
| SK-C-88          | Pieter van Asch                       | Boomrijk landschap                                                                                       | 1640-1678     |            |
| SK-A-2106        | Pieter van Asch                       | Zelfportret                                                                                              | 1640-1678     |            |
| SK-A-999         | Henri Van Assche                      | Rivier in de Ardennen bij zonsondergang                                                                  | 1821          |            |
| SK-A-985         | Alphonse Asselbergs                   | Zonsondergang in de Kempen                                                                               | Ca. 1860-1885 |            |
| SK-A-2313        | Jan Asselijn                          | Ruïne aan het water in Italië                                                                            | 1640-1652     |            |
| SK-A-2314        | Jan Asselijn                          | Herders met vee onder een gewelf van het Colosseum te Rome                                               | 1640-1652     |            |
| SK-A-5           | Jan Asselijn                          | Ruitergevecht bij zonsondergang                                                                          | 1646          |            |
| SK-A-4           | Jan Asselijn                          | De bedreigde zwaan                                                                                       | Ca. 1650      |            |
| SK-C-89          | Jan Asselijn                          | Ezeldrijvers bij een Italiaanse ruïne                                                                    | Ca. 1650      |            |
| SK-A-5030        | Jan Asselijn                          | De doorbraak van de Sint-Anthonisdijk bij Amsterdam                                                      | 1651          |            |
| SK-A-1358        | Jan van Assen                         | Portret van een man                                                                                      | 1666          |            |
| SK-A-3488        | Cornelis Albert van Assendelft        | Herder met schapen                                                                                       | 1900-1945     |            |
| SK-A-2152        | Balthasar van der Ast                 | Stilleven met vruchten en bloemen                                                                        | 1620-1621     |            |
| SK-A-2103        | Balthasar van der Ast                 | Stilleven met bloemen                                                                                    | Ca. 1625-1630 |            |
| SK-A-761         | J. Attama                             | Portret van een man                                                                                      | 1655          |            |
| SK-C-586         | Jacobus Luberti Augustini             | De vier regenten, de secretaris en de binnenvader van het Leprozenhuis te Amsterdam, 1773                | 1773          |            |
| SK-A-880         | Jacques Aved                          | Portret van Willem IV                                                                                    | 1750-1751     |            |
| SK-A-6           | Jacques Aved                          | Portret van Willem IV                                                                                    | 1751          |            |
| SK-A-872         | Jacques Aved                          | Portret van Willem IV, prins van Oranje-Nassau                                                           | 1751          |            |
| SK-A-3286        | Barend Avercamp                       | Winterlandschap met figuren op een bevroren rivier                                                       | 1630-1679     |            |
| SK-C-1705        | Hendrick Avercamp                     | IJsvermaak bij een stad                                                                                  | 1620          |            |
| SK-A-1320        | Hendrick Avercamp                     | Schaatsenrijden in een dorp                                                                              | Ca. 1610      |            |
| SK-A-1718        | Hendrick Avercamp                     | Winterlandschap met schaatsers                                                                           | Ca. 1608      |            |
| SK-A-3247        | Hendrick Avercamp                     | IJsvermaak                                                                                               | Ca. 1615-1620 |            |
| SK-A-802         | Naar Hendrick Avercamp                | IJsvermaak op een stadsgracht                                                                            | Ca. 1615-1620 |            |